# باردولینو
باردولینو (به ایتالیایی: Bardolino) یک کومونه در ایتالیا است که در استان ورونا واقع شده‌است.

## خصوصیات
باردولینو ۵۴٫۸ کیلومترمربع مساحت و ۶٬۷۳۹ نفر جمعیت دارد و ۶۵ متر بالاتر از سطح دریا واقع شده‌است.